# Gerbrandytoren

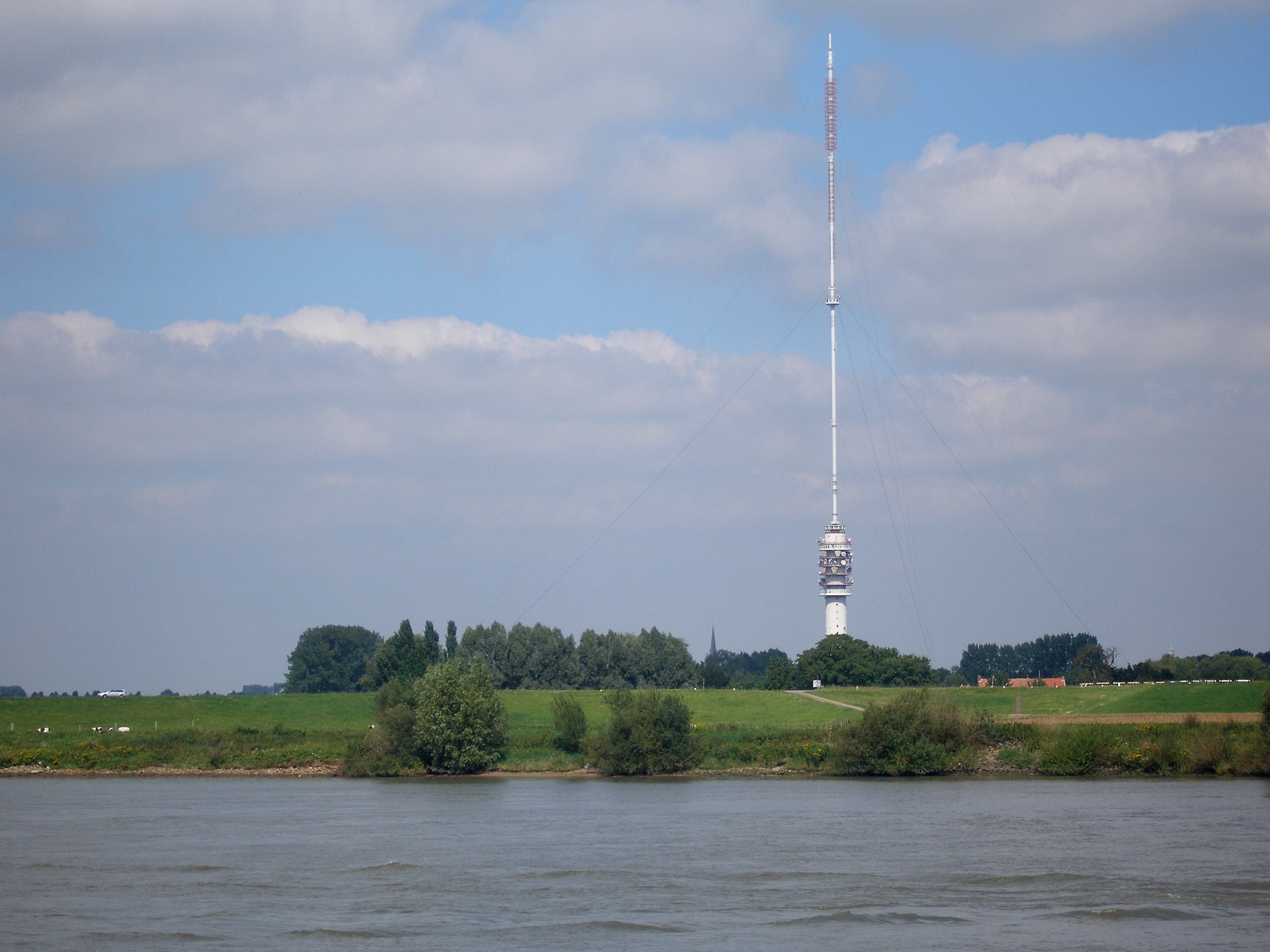
Pohled na věž od řeky Lek

Gerbrandytoren (doslova Gerbrandyho věž) je 366,8 metrů vysoká "částečná věž" na okraji holandské obce IJsselstein v provincii Utrecht. Je nejvyšší svého typu na světě. Stavba má nejvyšší anténu na světě.[zdroj?]

## Historie
Věž se začala stavět na konci 50. let 20. století a dokončena byla v roce 1961. Následně se stala nejvyšší stavbou Evropské unie, čímž předstihla 312 metrů vysokou Eiffelovu věž. Když byla dokončena, dosahovala výšky 382,5 m. Pojmenována byla  po Pietru Sjoerdsovi Gerbrandovi. V roce 1973, kdy Velká Británie vstoupila do EU, jí pozici nejvyšší stavby EU sebral vysílač Belmont s výškou 387,5 metru. Výše Gerbrandytoren byla snížena v roce 1987 na 375 metrů a v roce 2007 na současnou výšku. Od roku 1992 je věž pravidelně zdobena jako nejvyšší vánoční stromek na světě. Zakladateli této iniciativy byli Tom a Martin Westland. Věž je dodnes nejvyšší stavbou Nizozemska, nejvyšší v Beneluxu, pátou v EU a osmou v Evropě.
15. července 2011 zachvátil věž menší požár. O několik hodin později vzplál oheň i o pár metrů nižší Zendstation Smilde a způsobil zhroucení antény. Předpokládá se, že opravy budou trvat do srpna 2012.